# Lieder (Lied)
Lieder ist ein Lied des deutschen Popsängers Adel Tawil aus dem Jahr 2013. Das Stück ist die erste Singleauskopplung aus seinem gleichnamigen Debütalbum Lieder.

## Entstehung und Artwork
Geschrieben wurde das Lied von Sebastian Kirchner, Tobias Kuhn, Adel Tawil und Sebastian Wehlings. Produziert wurde die Single von Andreas Herbig, Konstantin Scherer, Tobias Kuhn, Vincent Stein und Adel Tawil. Gemastert wurde die Single im Berliner TrueBusyness Mastering Studio unter der Leitung von Sascha Bühren. Gemischt wurde das Lied von Andreas Herbig. Das Lied wurde unter dem Musiklabel Vertigo Records veröffentlicht und durch Universal Music Publishing vertrieben. Aufgenommen wurde das Stück in den Hamburger Boogiepark Studios. Auf dem Cover der Maxi-Single ist – neben Künstlernamen und Liedtitel – Tawils Gesicht zu sehen. Konzept und Fotografie stammen von Till Janz und Hendrik Schneider.

## Veröffentlichung und Promotion
Die Erstveröffentlichung von Lieder erfolgte am 20. September 2013 als Airplay in Deutschland. Die Veröffentlichung als physischer Tonträger folgte einen Monat später am 25. Oktober 2013 in Deutschland, Österreich und der Schweiz. Die Maxi-Single wurde als 2-Track-Single veröffentlicht und beinhaltet neben der Radio- auch eine Instrumentalversion von Lieder, als B-Seite.
Um das Lied zu bewerben, folgten unter anderem Liveauftritte bei großen Freitag- und Samstagabend-Shows wie bei Schlag den Raab, Willkommen bei Mario Barth, Wetten, dass..? und Back To School – Gottschalks großes Klassentreffen.

## Hintergrund
Lieder ist die Debütsingle Tawils als Solokünstler. Zuvor veröffentlichte er bereits Songs, in denen er solo als Gastmusiker mitwirkte, u. a. mit Sido (Der Himmel soll warten), Cassandra Steen (Stadt), Azad (Prison Break Anthem (Ich glaub’ an dich)) und Tobias Schenke (Niemand hat gesagt). Neben diesen Charterfolgen platzierte sich Tawil auch mit seiner ersten Band The Boyz und dem späteren Duo Ich + Ich, welches er mit Annette Humpe gründete, in den Charts.
Am 14. August 2015 veröffentlichte Tawil unter dem Titel Unsere Lieder eine Fortsetzung, in welcher er nach einer Aktion mit der Deutschen Telekom die Lieblingslieder von 30.000 Fans aus ganz Deutschland textlich verarbeitete.

## Inhalt
Der Liedtext von Lieder ist mit einer Ausnahme von „One Minute“ (englisch für ‚eine Minute‘) in deutscher Sprache verfasst. Die Musik wurde gemeinsam von Sebastian Kirchner, Tobias Kuhn und Adel Tawil, der Text von Sebastian Wehlings und Tawil verfasst. Musikalisch bewegt sich das Lied im Bereich der Popmusik. Als zusätzliche Instrumentalisten wurden Thilo Brandt und Sebastian Schmidt am Schlagzeug, Frank Kernbach am Bass, Marius Mahn am Bass und der Gitarre und Thimo Sander und Jan Terstegen an der Gitarre engagiert.
Jede Zeile des Liedes hat einen Bezug zu Liedern, die in Tawils Leben wichtig waren. Bei vielen Textstellen handelt es sich sogar um direkte Übersetzungen von englischsprachigen Songtiteln. Teilweise sind auch musikalische Anspielungen zu hören, so ist unter anderem als er Bezug auf den Hit Come as You Are von Nirvana nimmt, im Hintergrund auch das Gitarrenriff aus diesem zu hören. Eine Anspielung auf Killing in the Name von Rage Against the Machine bezieht sich nicht auf den Text des Liedes, sondern auf das Cover der Single. Nach einer Anspielung auf Vom selben Stern von Ich + Ich folgt eine rein musikalische Anspielung auf das Stück Codo … düse im Sauseschritt der Gruppe DÖF, in der seine Ich + Ich-Partnerin Annette Humpe und deren Schwester Inga Mitglieder waren. In der dritten Strophe bezieht sich Adel alleine auf Lieder und Fakten seiner eigenen Karriere.
In einem Interview mit der Berliner Morgenpost erklärte Tawil zu einigen Anspielungen, in welcher Beziehung er zu ihnen steht: „Maria durch ein Dornwald ging ist zum Beispiel aus meiner Zeit im Kirchenchor, wo ich zum ersten Mal solo gesungen habe. Kurt Cobain hat für mich alles verändert. Das war die erste Band, deren Lieder ich in der Schule gecovert habe. Durch Nirvana und Rage Against The Machine habe ich überhaupt erst gemerkt, dass Singen auch cool sein kann. Fremd im eigenen Land von Advanced Chemistry fiel in eine Zeit, als ich selber auf Identitätssuche war. Ich fühlte mich als Deutscher, aber irgendwie habe ich doch mitgekriegt, dass ich anders bin. Das war für mich sehr bewegend, weil ich gemerkt habe, dass ich nicht der einzige bin. Dass ich stolz auf das sein kann, was ich bin.“
| Text                                                      | Anspielung auf                                 |
| --------------------------------------------------------- | ---------------------------------------------- |
| 1. Strophe                                                |                                                |
| Ich ging wie ein Ägypter,                                 | Walk Like an Egyptian – The Bangles            |
| hab’ mit Tauben geweint.                                  | When Doves Cry – Prince                        |
| War ein Voodoo-Kind,                                      | Voodoo Child (Slight Return) – Jimi Hendrix    |
| wie ein rollender Stein.                                  | Like a Rolling Stone – Bob Dylan               |
| Im Dornenwald sang Maria für mich,                        | Maria durch ein Dornwald ging                  |
| ich starb in deinen Armen…                                | (I Just) Died in Your Arms – Cutting Crew      |
| …Bochum ’84.                                              | Bochum – Herbert Grönemeyer                    |
| Ich ließ die Sonne nie untergehen,                        | Don’t Let the Sun Go Down on Me – Elton John   |
| in meiner wundervollen Welt.                              | What a Wonderful World – Louis Armstrong       |
| 2. Strophe                                                |                                                |
| Ich war willkommen im Dschungel                           | Welcome to the Jungle – Guns N’ Roses          |
| und fremd im eigenen Land.                                | Fremd im eigenen Land – Advanced Chemistry     |
| Mein persönlicher Jesus                                   | Personal Jesus – Depeche Mode                  |
| und im Gehirn total krank.                                | Insane in the Brain – Cypress Hill             |
| Und ich frage mich, wann werd ich, werd ich berühmt sein, | When Will I Be Famous – Bros                   |
| so wie Rio, mein König für die Ewigkeit.                  | König von Deutschland – Rio Reiser             |
| Ich war am Ende der Straße…angelangt,                     | End of the Road – Boyz II Men                  |
| war ein Verlierer, Baby!                                  | Loser – Beck                                   |
| Doch dann hielt ich ein Cover in der Hand,                | Killing in the Name – Rage Against the Machine |
| darauf ein Mönch, der in Flammen stand,                   | Killing in the Name – Rage Against the Machine |
| Kurt Cobain sagte mir, ich soll kommen wie ich bin.       | Come as You Are – Nirvana                      |
| Bridge                                                    |                                                |
| Ich war einer von fünf Jungs,                             | The Boyz                                       |
| „One Minute“ aus, dann war’s vorbei.                      | One Minute – The Boyz                          |
| Ich sang nur noch für mich,                               |                                                |
| für ’ne unendlich lange Zeit.                             |                                                |
| Dann traf ich auf sie                                     | Annette Humpe                                  |
| und sie erinnerte mich.                                   | Du erinnerst mich an Liebe – Ich + Ich         |
| Wir waren Welten entfernt                                 | Ich + Ich                                      |
| und doch vom selben Stern.                                | Vom selben Stern – Ich + Ich                   |
| Refrain                                                   |                                                |
| Und ich singe diese Lieder,                               |                                                |
| tanz’ mit Tränen in den Augen.                            | Dancing with Tears in My Eyes – Ultravox       |
| Bowie war für’n Tag mein Held,                            | Heroes – David Bowie                           |
| und EMF kann es nicht glauben.                            | Unbelievable – EMF                             |
| Und ich steh’ im lila Regen,                              | Purple Rain – Prince                           |
| ich will ein Feuerstarter sein.                           | Firestarter – The Prodigy                      |
| Whitney wird mich immer lieben                            | I Will Always Love You – Whitney Houston       |
| und Michael lässt mich nicht allein                       | You Are Not Alone – Michael Jackson            |

## Musikvideo
Das Musikvideo zu Lieder feierte am 11. Oktober 2013 Premiere. Im Video ist Tawil in einem Plattenladen zu sehen, in welchem er sich verschiedene Vinylplatten anschaut und das Lied singt. Während er sich die Platten ansieht, wechseln die Coverbilder der Platten jeweils immer zu dem Cover des Titels, dessen Passage er in diesem Moment besingt. Wenn er keine Platte in der Hand hält, ändert sich das Design seines T-Shirts zu dem Künstler, den er gerade besingt. Zwischendurch sind immer wieder mit Blue-Box gedrehte Szenen zu sehen. Hierbei sieht man Adel im Vordergrund durch Toronto laufen. Das Musikvideo wurde in Berlin gedreht. Die Gesamtlänge beträgt 3:47 Minuten. Regie führte Alexey Terehoff, produziert wurde es von Massuda Kassem und Frederik Poppenk.

## Mitwirkende
| Liedproduktion - Thilo Brandt: Schlagzeug - Sascha Bühren: Mastering - Andreas Herbig: Abmischung, Musikproduzent - Frank Kernbach: Bass - Sebastian Kirchner: Komponist - Tobias Kuhn: Komponist, Musikproduzent - Marius Mahn: Bass, Gitarre - Thimo Sander: Gitarre - Konstantin Scherer: Musikproduzent - Sebastian Schmidt: Schlagzeug - Vincent Stein: Musikproduzent - Adel Tawil: Gesang, Komponist, Liedtexter, Musikproduzent - Jan Terstegen: Gitarre - Sebastian Wehlings: Liedtexter | Artwork - Till Janz: Artwork (Cover) - Massuda Kassem: Filmproduzent (Musikvideo) - Sven Pfizenmaier: Produktionsassistent (Musikvideo) - Hendrik Schneider: Artwork (Cover) - Alexey Terehoff: Regisseur (Musikvideo) Unternehmen - Aquarium Songs Label Mate Songs: Verlag - Boogiepark Studios: Tonstudio - Mutter und Vater: Ausführender Produzent (Musikvideo) - TrueBusyness Mastering: Mastering - Universal Music Publishing: Vertrieb - Vertigo Records: Musiklabel |

## Kommerzieller Erfolg

### Chartplatzierungen
Lieder erreichte in Deutschland Position zwei der Singlecharts und konnte sich insgesamt 16 Wochen in den Top 10 sowie 46 Wochen in den Charts halten. In Österreich erreichte die Single Position eins und konnte sich insgesamt eine Woche auf Position eins, 14 Wochen in den Top 10 und 41 Wochen in den Charts halten. In der Schweiz erreichte die Single Position sechs und konnte sich insgesamt fünf Wochen in den Top 10 und 32 Wochen in den Charts halten. Obwohl es das Lied nicht an die Chartspitze schaffte, war es trotzdem für einen Zeitraum von zwölf Wochen das erfolgreichste deutschsprachige Lied in den deutschen Singlecharts, sowie für einen Zeitraum von elf Wochen das erfolgreichste deutschsprachige Lied in den österreichischen Singlecharts. Des Weiteren erreichte Lieder Position eins der deutschen und österreichischen Airplaycharts, sowie Position fünf der Schweizer Airplaycharts. Lieder platzierte sich in den Single-Jahrescharts von 2013 auf Position 36 in Deutschland und in Österreich auf Position 73. In den Single-Jahrescharts von 2014 platzierte sich die Single in Deutschland auf Position 25, in Österreich auf Position 17 und in der Schweiz auf Position 37.
In Deutschland ist dies bereits der fünfte Charterfolg und der vierte Top-10-Hit für Tawil als Solokünstler. In Österreich ist es der vierte Charterfolg und der dritte Top-10-Hit für Tawil. In der Schweiz ist es sein vierter Charterfolg und sein erster Top-10-Hit. Für Tawil ist Lieder nach Stadt und Der Himmel soll warten der dritte Hit nacheinander, welcher Position zwei der deutschen Charts erreicht. Als Autor ist Lieder bereits seine 22. Single, die die deutschen Single-Charts erreichte, in Österreich ist es die elfte und in der Schweiz die neunte. Als Autor ist es sein achter Top-10-Erfolg in Deutschland, sowie sein fünfter in Österreich und der dritte in der Schweiz. Als Produzent ist Lieder bereits seine 16. Single, die die deutschen Singlecharts erreichte, in Österreich ist es die 14. und in der Schweiz die sechste. Es ist seine achte Produktion die die deutschen Single-Top-10 erreichte, sowie die sechste in Österreich und die dritte in der Schweiz.
| ChartsChartplatzierungen | Höchstplatzierung | Wochen |
| ------------------------ | ----------------- | ------ |
| Deutschland (GfK)        | 2 (46 Wo.)        | 46     |
| Österreich (Ö3)          | 1 (41 Wo.)        | 41     |
| Schweiz (IFPI)           | 6 (33 Wo.)        | 33     |

| ChartsJahrescharts (2013) | Platzierung |
| ------------------------- | ----------- |
| Deutschland (GfK)         | 36          |
| Österreich (Ö3)           | 73          |

| ChartsJahrescharts (2014) | Platzierung |
| ------------------------- | ----------- |
| Deutschland (GfK)         | 25          |
| Österreich (Ö3)           | 17          |
| Schweiz (IFPI)            | 37          |

### Auszeichnungen für Musikverkäufe
Im September 2017 wurde für Lieder in Deutschland eine doppelte Platin-Schallplatte für über 600 Tausend verkaufte Einheiten vergeben, damit war es bis dato der meistverkaufte Tonträger Tawils in Deutschland. Im März 2023 wurde es durch Ich will nur dass du weißt (800.000 verkaufte Einheiten) abgelöst. Insgesamt wurde für die Single europaweit ein Mal Gold und drei Mal Platin vergeben, den Schallplattenauszeichnungen zufolge verkaufte es sich über 645.000 Mal.
| Land/Region        | Auszeichnungen für Musikverkäufe (Land/Region, Auszeichnung, Verkäufe) | Verkäufe |
| ------------------ | ---------------------------------------------------------------------- | -------- |
| Deutschland (BVMI) | 2× Platin                                                              | 600.000  |
| Österreich (IFPI)  | Gold                                                                   | 15.000   |
| Schweiz (IFPI)     | Platin                                                                 | 30.000   |
| Insgesamt          | 1× Gold · 3× Platin ·                                                  | 645.000  |

## Coverversionen und Parodien
- 2014 – Luke Mockridge präsentierte am 23. Januar 2014 bei TV total eine Parodie des Liedes. Dabei singt er nicht über Liedtitel die ihm in der Vergangenheit viel bedeuteten, sondern er zählt alle seine „Lieblingspornofilme“ während des Liedes auf.[27]
- 2014 – WDR2 & Esad Bikic, zum Karneval produzierte der Kölner Radiosender mit Bikic die Parodie Jecke Lieder, in der auf 29 kölsche Karnevalslieder Bezug genommen wird.[28][29]
- 2014 – Radio PSR, die Radiostation veröffentlichte in ihrer Rubrik „Sachsensongs“ eine sächsische Version zu Lieder.
- 2014 – SWR3, der Radiosender veröffentlichte strophenweise eine Version zu Lieder mit aktuellen Liedern. Die Strophen brachen jedoch ab, sobald ein Lied der Sängerin Pink an der Reihe war. Am Ende wurde eine reparierte Version des ganzen Liedes veröffentlicht.
- 2015 – Opus Sanctus, der deutsche Kirchenchor nahm das Lied für ihr Debütalbum Opus Sanctus auf.
- 2019 – Kidz Bop Germany, das Musikprojekt veröffentlichte eine kinderfreundliche Version des Stücks auf ihrem Debütalbum Kidz Bop Germany  am 29. März 2019.[30]